# Liam Neeson
Liam Neeson   (Ballymena, 7 de juny de 1952) nom artístic de William John "Liam" Neeson, és un actor nord-irlandès. Ha rebut diversos reconeixements, incloent-hi nominacions a un premi de l'Acadèmia, un premi BAFTA, tres Globus d'Or i dos premis Tony. El 2020, va quedar setè a la llista dels 50 millors actors de cinema d'Irlanda de The Irish Times. Neeson va ser nomenat Oficial de l'Ordre de l'Imperi Britànic (OBE) l'any 2000.
Neeson va debutar al cinema el 1978 amb Pilgrim's Progress, seguit de papers inicials a Excalibur (1981), The Bounty (1984), The Mission (1986), The Dead Pool (1988) i Husbands and Wives (1992). Va saltar a la fama interpretant Oskar Schindler al drama sobre l'Holocaust de Steven Spielberg Schindler's List (1993), pel qual va obtenir una nominació a l'Oscar al millor actor. Va interpretar papers principals en pel·lícules dramàtiques com ara Nell (1994), Rob Roy (1995), Michael Collins (1996) i Les Misérables (1998). Va interpretar papers d'èxit com Qui-Gon Jinn a Star Wars: Episodi I - L'amenaça fantasma (1999), Ra's al Ghul a Batman Begins (2005) i Aslan a la trilogia Les cròniques de Nàrnia (2005–2010).
Neeson ha actuat en pel·lícules com el drama històric Gangs of New York (2002), la comèdia romàntica Love Actually (2003), el drama biogràfic Kinsey (2004), el thriller eròtic Chloe (2009), el drama religiós Silence (2016), la pel·lícula fantàstica A Monster Calls (2016), el thriller policíac Widows (2018), la pel·lícula antològica The Ballad of Buster Scruggs (2018) i el drama romàntic Ordinary Love (2019). A partir del 2009, Neeson es va consolidar com a estrella d'acció amb les sèries de thrillers d'acció Taken (2008–2014), The A-Team (2010), The Grey (2011), Wrath of the Titans (2012), A Walk Among the Tombstones (2014) i Cold Pursuit (2019). És conegut per les seves col·laboracions en el gènere amb el director Jaume Collet-Serra i va protagonitzar quatre de les seves pel·lícules: Unknown (2011), Non-Stop (2014), Run All Night (2015) i The Commuter (2018).
A l'escenari, Neeson es va incorporar al Lyric Players' Theatre de Belfast el 1976 durant dos anys. A Broadway va obtenir dues nominacions al Premi Tony al millor actor en una obra de teatre per les seves actuacions com a Matt Burke a la versió d'Anna Christie d'Eugene O'Neill (1992) i com a John Proctor a la versió d'Arthur Miller de The Crucible (2002). Va interpretar Oscar Wilde a la pel·lícula El petó de Judas (1998), de David Hare.

## Biografia
Neeson va néixer a Ballymena, al comtat d'Antrim, fill del conserge d'escola primària Bernard "Barney" Neeson i de la cuinera Katherine "Kitty" Neeson (de soltera Brown). La seva mare va néixer i es va criar a Waterford, al sud-est d'Irlanda. Criat al catolicisme, li van posar el nom de Liam, en honor a un sacerdot local. Té tres germanes, Elizabeth, Bernadette i Rosaleen. Va assistir al St Patrick's College de Ballymena, del 1963 al 1967, i més tard va recordar que la seva passió pel teatre va començar allà.
Va dir que créixer com a catòlic en una ciutat predominantment protestant el va fer cautelós, i una vegada va dir que se sentia com un "ciutadà de segona classe" allà, però també ha dit que mai no el van fer sentir "inferior ni tan sols diferent" a la universitat tècnica predominantment protestant de la ciutat. «Seria pintoresc imaginar-me amb uns orígens irlandesos rebels i sorollosos», ha dit, «però els fets eren molt més grisos. Irlandès, sí. Però tot allò nacionalista, plorar fins a la teva Guinness i cantar cançons rebels... això mai va ser el meu estil». S'ha descrit a si mateix com a «desconnectat» de la política i la història d'Irlanda del Nord fins que es va adonar de les protestes dels seus companys d'estudis després del Diumenge Sagnant, una massacre a Derry el 1972 durant els Troubles, cosa que el va animar a aprendre més història local. En una entrevista del 2009, va dir: «Mai deixo de pensar en [els Conflictes Nord-africans]. He conegut nois i noies que han estat autors de violència i víctimes. Protestants i catòlics. Forma part del meu ADN».
Nesson va fer molts oficis abans de dedicar-se a la interpretació. Va fer de boxador, als nou anys, Neeson va començar a prendre classes de boxa a l'All Saints Youth Club, llavors va ser quan li van trencar el nas i va guanyar diversos títols regionals abans de deixar-ho als 17 anys. Va actuar en produccions escolars durant la seva adolescència. El seu interès per la interpretació i la seva decisió de convertir-se en actor també van ser influenciats per Ian Paisley, fundador del Partit Unionista Democràtic (DUP), a l'Església Presbiteriana Lliure del qual es va colar a l'Església Presbiteriana Lliure de l'Ulster. Va dir: «[Paisley] tenia una presència magnífica i era increïble veure'l simplement bategant la Bíblia... era actuació, però també era una gran actuació i també era emocionant». El 1971, es va apuntar a un curs de física i informàtica a la Queen's University de Belfast abans de marxar per treballar per a la cerveseria Guinness. A Queen's, va descobrir un talent per al futbol i va ser vist per Seán Thomas al Bohemian FC. Hi va haver una prova amb el club a Dublín i Neeson va jugar un partit com a substitut contra el Shamrock Rovers FC, però no li van oferir cap contracte.
Però ho va deixar per anar a estudiar interpretació a la Gaiety School. Als anys 70 va actuar al Belfast Lyric Player's Theatre i a l'Abbey Theatre de Dublín. El 1981 va fer el primer paper important al cinema a la pel·lícula Excalibur, dirigida per John Boorman.
El 1993 va ser nominat a millor actor als premis Oscar, als Globus d'Or i als BAFTA per La llista de Schindler, de Steven Spielberg.
El 1999 va actuar a L'amenaça fantasma, de la saga Star Wars, interpretant a Jedi.
El 3 de juliol del 1994, Neeson es va casar amb l'actriu Natasha Richardson. Tenen dos fills que es diuen Micheál i Daniel.
El 2002, va actuar a K19, on és el capità del submarí rus, juntament amb Harrison Ford.

## Filmografia
| Any  | Pel·lícula | Paper                       | Notes                  |
| ---- | --- | --------------------------- | ---------------------- |
| 1981 | Excàlibur (Excalibur)                                                                                                   | Gawaine                     |                        |
| 1983 | Krull | Kegan                       |                        |
| 1984 | Ellis Island | Kevin Murray                | sèrie de televisió     |
| 1984 | The Bounty | Charles Churchill           |                        |
| 1985 | The Innocent | John Carns                  |                        |
| 1986 | La missió (The Mission)                                                                                                 | Fielding                    |                        |
| 1987 | Rèquiem pels que han de morir (A Prayer for the Dying)                                                                  |                             |                        |
| 1987 | Sospitós (Suspect) |                             |                        |
| 1988 | La llista negra (The Dead Pool)                                                                                         | Peter Swan                  |                        |
| 1990 | Darkman | Darkman / Peyton Westlake   |                        |
| 1990 | Creuar la línia (The Big Man)                                                                                           | Danny Scoular               |                        |
| 1991 | L'ombra de la sospita (Under Suspicion)                                                                                 | Tony Aaron                  |                        |
| 1992 | Leap of Faith | Will                        |                        |
| 1992 | Robí Caire (Ruby Cairo)                                                                                                 | Fegus Lamb                  |                        |
| 1993 | La llista de Schindler (Schindler's List)                                                                               | Oskar Schindler             |                        |
| 1994 | Nell | Dr. Jerome 'Jerry' Lovell   |                        |
| 1995 | Rob Roy | Rob Roy                     |                        |
| 1996 | Abans i després (Before and After)                                                                                      | Ben Ryan, el pare           |                        |
| 1996 | Michael Collins | Michael Collins             |                        |
| 1998 | Els miserables (Les Misérables)                                                                                         | Jean Valjean                |                        |
| 1999 | Star Wars Episode I: The Phantom Menace                                                                                 | Qui-Gon Jinn                |                        |
| 1999 | The Haunting (La casa infernal) (The Haunting)                                                                          | Dr. David Marrow            |                        |
| 2000 | Un blanc perfecte (Gun Shy)                                                                                             | Charles 'Charlie' Mayeaux   |                        |
| 2002 | K19 (K-19: The Widowmaker)                                                                                              | Mikhaïl Polenin             |                        |
| 2002 | Gangs of New York | 'Priest' Vallon             |                        |
| 2003 | Love Actually | Daniel                      |                        |
| 2004 | Kinsey | Alfred Kinsey               |                        |
| 2005 | Les Cròniques de Nàrnia: El lleó, la bruixa i l'armari (The Chronicles of Narnia: The Lion, the Witch and the Wardrobe) | Aslan                       | veu en anglès          |
| 2005 | Esmorzar a Plutó (Breakfast on Pluto)                                                                                   | Pare Liam                   |                        |
| 2005 | El regne del cel (Kingdom of Heaven)                                                                                    | Godfrey of Ibelin           |                        |
| 2005 | Batman Begins | Henri Ducard (Ra's al Ghul) |                        |
| 2006 | Home | ell mateix                  |                        |
| 2007 | The Birth of Christ | Narrador                    |                        |
| 2007 | Seraphim Falls | Carver                      |                        |
| 2008 | Ponyo on the Cliff by the Sea                                                                                           | Fujimoto                    | veu en anglès          |
| 2008 | Taken | Bryan Mills                 |                        |
| 2008 | Crònica d'un engany (The Other Man)                                                                                     | Peter                       |                        |
| 2008 | Les Cròniques de Nàrnia: el príncep Caspian (The Chronicles of Narnia: Prince Caspian)                                  | Aslan                       | veu en anglès          |
| 2009 | After.Life | Eliot                       |                        |
| 2009 | Chloe | David                       |                        |
| 2009 | Cinc minuts de glòria (Five Minutes of Heaven)                                                                          | Alistair Little             |                        |
| 2010 | Les Cròniques de Nàrnia: la travessia del navegant de l'Alba (The Chronicles of Narnia: The Voyage of the Dawn Treader) | Aslan                       | veu en anglès          |
| 2010 | Lluita de titans (Clash of the Titans)                                                                                  | Zeus                        |                        |
| 2010 | The Next Three Days | Damon                       |                        |
| 2010 | The A-Team | Hannibal                    |                        |
| 2011 | Sense identitat (Unknown)                                                                                               | Dr. Martin Harris           |                        |
| 2011 | The Grey | Ottway                      |                        |
| 2012 | Ira de titans (Wrath of the Titans)                                                                                     | Zeus                        |                        |
| 2012 | Battleship | Admiral Shane               |                        |
| 2012 | El cavaller fosc: la llegenda reneix (The Dark Knight Rises)                                                            | Ra's Al Ghul                |                        |
| 2012 | Taken 2 | Bryan Mills                 |                        |
| 2013 | Third Person | Michael                     |                        |
| 2014 | Non-Stop | Bill Marks                  |                        |
| 2014 | A Million Ways to Die in the West                                                                                       | Clinch                      |                        |
| 2014 | A Walk Among the Tombstones                                                                                             | Matt Scudder                |                        |
| 2015 | Una nit per sobreviure (Run All Night)                                                                                  | Jimmy Conlon                |                        |
| 2015 | Entourage | Liam Neeson                 |                        |
| 2015 | Ted 2 | Customer                    |                        |
| 2016 | Un monstre em ve a veure (A Monster Calls)                                                                              | The Monster                 |                        |
| 2016 | Silence | Pare Cristóvâo Ferreira     |                        |
| 2017 | Mark Felt: The Man Who Brought Down the White House                                                                     | Mark Felt                   |                        |
| 2018 | The Commuter | Michael Woolrich            |                        |
| 2018 | The Ballad of Buster Scruggs                                                                                            | Impresario                  | Segment: "Meal Ticket" |
| 2018 | Widows | Harry Rawlings              |                        |
| 2019 | Cold Pursuit | Nelson "Nels" Coxman        |                        |
| 2019 | Men in Black: International                                                                                             | High T                      | [ 23 ] [ 24 ]          |
| 2019 | Eternament enamorats (Ordinary Love)                                                                                    | Tom Thompson                |                        |
| 2019 | Star Wars: L'ascens de Skywalker (Star Wars: The Rise of Skywalker)                                                     | Qui-Gon Jinn                | cameo; veu en anglès   |
| 2020 | Honest Thief | Tom Carter / Tom Dolan      |                        |
| 2020 | Made in Italy | Robert Foster               |                        |
| 2021 | The Marksman | Jim Hanson                  |                        |
| 2021 | The Ice Road | Mike McCann                 |                        |
| 2022 | Blacklight | Travis Block                |                        |
| 2022 | Memory | Alex Lewis                  |                        |
| 2022 | Marlowe | Philip Marlowe              |                        |

## Premis
| Any  | Premi / Festival    | Categoria             | Pel·lícula             | Resultat  |
| ---- | ------------------- | --------------------- | ---------------------- | --------- |
| 1994 | Oscar               | Millor actor          | La llista de Schindler | Nominat   |
| 1994 | Globus d'Or         | Millor actor dramàtic | La llista de Schindler | Nominat   |
| 1994 | BAFTA               | Millor actor          | La llista de Schindler | Nominat   |
| 1996 | Festival de Venècia | Millor actor          | Michael Collins        | Guanyador |
| 1997 | Globus d'Or         | Millor actor dramàtic | Michael Collins        | Nominat   |
| 2005 | Globus d'Or         | Millor actor dramàtic | Kinsey                 | Nominat   |